# Pristotis obtusirostris
Pristotis obtusirostris, tên thông thường là cá rô biển vàng, là một loài cá biển thuộc chi Pristotis trong họ Cá thia. Loài này được mô tả lần đầu tiên vào năm 1862.

## Từ nguyên
Từ định danh được ghép bởi hai âm tiết trong tiếng Latinh: obtusus ("cùn, lụt") và rostris ("mõm"), hàm ý đề cập đến phần mõm ngắn hơn so với đường kính ổ mắt ở loài cá này.

## Phạm vi phân bố và môi trường sống
P. obtusirostris có phạm vi phân bố rộng khắp khu vực Ấn Độ Dương - Thái Bình Dương. Loài này được tìm thấy từ Biển Đỏ và vịnh Ba Tư, trải dài về phía đông đến hầu hết vùng biển các nước Đông Nam Á, ngược lên phía bắc đến đảo Đài Loan và quần đảo Ryukyu, xuôi về phía nam đến New South Wales (Úc).
P. obtusirostris sống xung quanh những rạn san hô ở các khu vực đáy cát hoặc đá vụn, trong đầm phá và ngoài biển khơi và trong những đám rong tảo ở độ sâu có thể đến 80 m; cá con thường sống gần các cửa sông.

## Mô tả
Chiều dài cơ thể lớn nhất được ghi nhận ở P. obtusirostris là 14 cm. Cơ thể màu xanh lam xám với các chấm màu xanh óng trên vảy cá. Có đốm đen nhỏ trên gốc vây ngực. Mẫu vật đã ngâm trong cồn có màu vàng nâu.
Số gai ở vây lưng: 13; Số tia vây ở vây lưng: 12–13; Số gai ở vây hậu môn: 2; Số tia vây ở vây hậu môn: 12–14; Số gai ở vây bụng: 1; Số tia vây ở vây bụng: 5; Số tia vây ở vây ngực: 17–18; Số vảy đường bên: 19–20.

## Sinh thái học
Thức ăn của P. obtusirostris chủ yếu là các loài động vật phù du. Cá đực có tập tính bảo vệ và chăm sóc trứng.